# Nicoya
Nicoya är en ort i Costa Rica.   Den ligger i kantonen Cantón de Nicoya och provinsen Guanacaste, i den västra delen av landet, 150 km väster om huvudstaden San José. Nicoya ligger 143 meter över havet och antalet invånare är 15 313.
Terrängen runt Nicoya är huvudsakligen kuperad, men den allra närmaste omgivningen är platt. Runt Nicoya är det ganska glesbefolkat, med 31 invånare per kvadratkilometer. Nicoya är det största samhället i trakten. Omgivningarna runt Nicoya är en mosaik av jordbruksmark och naturlig växtlighet.